# Coppa COSAFA
La Coppa COSAFA (in inglese COSAFA CUP) o COSAFA Senior Challenge Cup è una competizione annuale riservata alle squadre nazionali di calcio dell'Africa meridionale e organizzata dal COSAFA. Fu inaugurata nel 1996, dopo l'annullamento della sospensione dall'attività sportiva inflitta al Sudafrica e lo svolgimento della Coppa d'Africa in Sudafrica.
Partecipano al torneo Angola, Botswana, Comore, Lesotho, Madagascar, Malawi, Mauritius, Mozambico, Namibia, Seychelles, Sudafrica, eSwatini, Zambia e Zimbabwe. In alcune edizioni sono state invitate compagini non aderenti alla COSAFA.

## Albo d'oro
| Vittorie | Nazione   | Anno/i                                   |
| -------- | --------- | ---------------------------------------- |
| 7        | Zambia    | 1997, 1998, 2006, 2013, 2019, 2022, 2023 |
| 6        | Zimbabwe  | 2000, 2003, 2005, 2009, 2017, 2018       |
| 5        | Sudafrica | 2002, 2007, 2008, 2016, 2021             |
| 5        | Angola    | 1999, 2001, 2004, 2024, 2025             |
| 1        | Namibia   | 2015                                     |

## Edizioni
| Anno          | Paese ospitante |           | Classifica finale | Classifica finale       | Classifica finale       | Classifica finale | Classifica finale | Classifica finale         | Classifica finale         | Classifica finale         | Classifica finale         | Classifica finale         | Classifica finale         | Classifica finale | Classifica finale |
| Anno          | Paese ospitante | Campione  | Campione          | Campione                | 2º posto                | 2º posto          | 2º posto          | 3º posto                  | 3º posto                  | 3º posto                  | 4º posto                  | 4º posto                  | 4º posto                  |                   |                   |
| 1997 Dettagli | Itinerante      | Zambia    | Zambia            | Zambia                  | Namibia                 | Namibia           | Namibia           | Mozambico                 | Mozambico                 | Mozambico                 | Tanzania                  | Tanzania                  | Tanzania                  |                   |                   |
| 1998 Dettagli | Itinerante      | Zambia    | Zambia            | Zambia                  | Zimbabwe                | Zimbabwe          | Zimbabwe          | Angola                    | Angola                    | Angola                    | Namibia                   | Namibia                   | Namibia                   |                   |                   |
| Anno          | Paese Ospitante | Finale    | Finale            | Finale                  | Finale                  | Finale            | Finale            | Semifinalisti             | Semifinalisti             | Semifinalisti             | Semifinalisti             | Semifinalisti             | Semifinalisti             |                   |                   |
| Anno          | Paese Ospitante | Campione  | Campione          | Risultato               | Risultato               | 2º posto          | 2º posto          | Semifinalisti             | Semifinalisti             | Semifinalisti             | Semifinalisti             | Semifinalisti             | Semifinalisti             |                   |                   |
| 1999 Dettagli | Itinerante      | Angola    | Angola            | 1 - 0 1 - 1             | 1 - 0 1 - 1             | Namibia           | Namibia           | Swaziland Zambia          | Swaziland Zambia          | Swaziland Zambia          | Swaziland Zambia          | Swaziland Zambia          | Swaziland Zambia          |                   |                   |
| 2000 Dettagli | Itinerante      | Zimbabwe  | Zimbabwe          | 3 - 0                   | 3 - 0                   | Lesotho           | Lesotho           | Sudafrica Angola          | Sudafrica Angola          | Sudafrica Angola          | Sudafrica Angola          | Sudafrica Angola          | Sudafrica Angola          |                   |                   |
| 2001 Dettagli | Itinerante      | Angola    | Angola            | 0 - 0 1 - 0             | 0 - 0 1 - 0             | Zimbabwe          | Zimbabwe          | Malawi Zambia             | Malawi Zambia             | Malawi Zambia             | Malawi Zambia             | Malawi Zambia             | Malawi Zambia             |                   |                   |
| 2002 Dettagli | Itinerante      | Sudafrica | Sudafrica         | 3 - 1 1 - 0             | 3 - 1 1 - 0             | Malawi            | Malawi            | Swaziland Zambia          | Swaziland Zambia          | Swaziland Zambia          | Swaziland Zambia          | Swaziland Zambia          | Swaziland Zambia          |                   |                   |
| 2003 Dettagli | Itinerante      | Zimbabwe  | Zimbabwe          | 2 - 1 2 - 0             | 2 - 1 2 - 0             | Malawi            | Malawi            | Zambia Swaziland          | Zambia Swaziland          | Zambia Swaziland          | Zambia Swaziland          | Zambia Swaziland          | Zambia Swaziland          |                   |                   |
| 2004 Dettagli | Itinerante      | Angola    | Angola            | 0 - 0 5 - 4 (dtr)       | 0 - 0 5 - 4 (dtr)       | Zambia            | Zambia            | Mozambico Zimbabwe        | Mozambico Zimbabwe        | Mozambico Zimbabwe        | Mozambico Zimbabwe        | Mozambico Zimbabwe        | Mozambico Zimbabwe        |                   |                   |
| 2005 Dettagli | Sudafrica       | Zimbabwe  | Zimbabwe          | 1 - 0                   | 1 - 0                   | Zambia            | Zambia            | Sudafrica Angola          | Sudafrica Angola          | Sudafrica Angola          | Sudafrica Angola          | Sudafrica Angola          | Sudafrica Angola          |                   |                   |
| 2006 Dettagli | Itinerante      | Zambia    | Zambia            | 2 - 0                   | 2 - 0                   | Angola            | Angola            | Botswana Zimbabwe         | Botswana Zimbabwe         | Botswana Zimbabwe         | Botswana Zimbabwe         | Botswana Zimbabwe         | Botswana Zimbabwe         |                   |                   |
| 2007 Dettagli | Sudafrica       | Sudafrica | Sudafrica         | 0 - 0 4 - 3 (dtr)       | 0 - 0 4 - 3 (dtr)       | Zambia            | Zambia            | Botswana Mozambico        | Botswana Mozambico        | Botswana Mozambico        | Botswana Mozambico        | Botswana Mozambico        | Botswana Mozambico        |                   |                   |
| Anno          | Paese Ospitante | Finale    | Finale            | Finale                  | Finale                  | Finale            | Finale            | Finale per il terzo posto | Finale per il terzo posto | Finale per il terzo posto | Finale per il terzo posto | Finale per il terzo posto | Finale per il terzo posto |                   |                   |
| Anno          | Paese Ospitante | Campione  | Campione          | Risultato               | Risultato               | 2º posto          | 2º posto          | 3º posto                  | 3º posto                  | Risultato                 | Risultato                 | 4º posto                  | 4º posto                  |                   |                   |
| 2008 Dettagli | Sudafrica       | Sudafrica | Sudafrica         | 2 - 1                   | 2 - 1                   | Mozambico         | Mozambico         | Zambia                    | Zambia                    | 2 - 0                     | 2 - 0                     | Madagascar                | Madagascar                |                   |                   |
| 2009 Dettagli | Zimbabwe        | Zimbabwe  | Zimbabwe          | 3 - 1                   | 3 - 1                   | Zambia            | Zambia            | Mozambico                 | Mozambico                 | 1 - 0                     | 1 - 0                     | Sudafrica                 | Sudafrica                 |                   |                   |
| 2010 Dettagli | Angola          | Annullata | Annullata         | Annullata               | Annullata               | Annullata         | Annullata         | Annullata                 | Annullata                 | Annullata                 | Annullata                 | Annullata                 | Annullata                 |                   |                   |
| 2013 Dettagli | Zambia          | Zambia    | Zambia            | 2 - 0                   | 2 - 0                   | Zimbabwe          | Zimbabwe          | Sudafrica                 | Sudafrica                 | 2 - 1                     | 2 - 1                     | Lesotho                   | Lesotho                   |                   |                   |
| 2015 Dettagli | Sudafrica       | Namibia   | Namibia           | 2 - 0                   | 2 - 0                   | Mozambico         | Mozambico         | Madagascar                | Madagascar                | 2 - 1                     | 2 - 1                     | Botswana                  | Botswana                  |                   |                   |
| 2016 Dettagli | Namibia         | Sudafrica | Sudafrica         | 3 - 2                   | 3 - 2                   | Botswana          | Botswana          | Swaziland                 | Swaziland                 | 1 - 0                     | 1 - 0                     | RD del Congo              | RD del Congo              |                   |                   |
| 2017 Dettagli | Sudafrica       | Zimbabwe  | Zimbabwe          | 3 - 1                   | 3 - 1                   | Zambia            | Zambia            | Tanzania                  | Tanzania                  | 0 - 0 4 - 2 (dtr)         | 0 - 0 4 - 2 (dtr)         | Lesotho                   | Lesotho                   |                   |                   |
| 2018 Dettagli | Sudafrica       | Zimbabwe  | Zimbabwe          | 4 - 2 (dts)             | 4 - 2 (dts)             | Zambia            | Zambia            | Lesotho                   | Lesotho                   | 1 - 0                     | 1 - 0                     | Madagascar                | Madagascar                |                   |                   |
| 2019 Dettagli | Sudafrica       | Zambia    | Zambia            | 1 - 0                   | 1 - 0                   | Botswana          | Botswana          | Zimbabwe                  | Zimbabwe                  | 2 - 2 (dts) 5 - 4 (dtr)   | 2 - 2 (dts) 5 - 4 (dtr)   | Lesotho                   | Lesotho                   |                   |                   |
| 2021 Dettagli | Sudafrica       | Sudafrica | Sudafrica         | 0 - 0 (dts) 5 - 4 (dtr) | 0 - 0 (dts) 5 - 4 (dtr) | Senegal           | Senegal           | eSwatini                  | eSwatini                  | 1 - 1 (dts) 4 - 2 (dtr)   | 1 - 1 (dts) 4 - 2 (dtr)   | Mozambico                 | Mozambico                 |                   |                   |
| 2022 Dettagli | Sudafrica       | Zambia    | Zambia            | 1 - 0 (dts)             | 1 - 0 (dts)             | Namibia           | Namibia           | Senegal                   | Senegal                   | 1 - 1 4 - 2 (dtr)         | 1 - 1 4 - 2 (dtr)         | Mozambico                 | Mozambico                 |                   |                   |
| 2023 Dettagli | Sudafrica       | Zambia    | Zambia            | 1 - 0                   | 1 - 0                   | Lesotho           | Lesotho           | Sudafrica                 | Sudafrica                 | 0 - 0 5 - 3 (dtr)         | 0 - 0 5 - 3 (dtr)         | Malawi                    | Malawi                    |                   |                   |
| 2024 Dettagli | Sudafrica       | Angola    | Angola            | 5 - 0                   | 5 - 0                   | Namibia           | Namibia           | Mozambico                 | Mozambico                 | 2 - 2 3 - 1 (dtr)         | 2 - 2 3 - 1 (dtr)         | Comore                    | Comore                    |                   |                   |
| 2025 Dettagli | Sudafrica       | Angola    | Angola            | 3 - 0                   | 3 - 0                   | Sudafrica         | Sudafrica         | Comore                    | Comore                    | 1 - 0                     | 1 - 0                     | Madagascar                | Madagascar                |                   |                   |

## Medagliere
| Squadra      | Vittorie | Secondi Posti | Terzi posti | Quarti posti | Totale piazzamenti nei primi 4 posti | Edizioni vinte                           | Partecipazioni |
| ------------ | -------- | ------------- | ----------- | ------------ | ------------------------------------ | ---------------------------------------- | -------------- |
| Zambia       | 7        | 7             | 4           | 1            | 19                                   | 1997, 1998, 2006, 2013, 2019, 2022, 2023 | 24             |
| Zimbabwe     | 6        | 3             | 3           |              | 12                                   | 2000, 2003, 2005, 2009, 2017, 2018       | 22             |
| Sudafrica    | 5        | 1             | 4           | 1            | 11                                   | 2002, 2007, 2008, 2016, 2021             | 23             |
| Angola       | 5        | 1             | 3           |              | 9                                    | 1999, 2001, 2004, 2024, 2025             | 21             |
| Namibia      | 1        | 4             |             | 1            | 5                                    | 2015                                     | 24             |
| Mozambico    |          | 3             | 3           | 2            | 8                                    |                                          | 24             |
| Botswana     |          | 2             | 2           | 1            | 5                                    |                                          | 24             |
| Malawi       |          | 2             | 2           |              | 4                                    |                                          | 23             |
| Lesotho      |          | 2             | 1           | 3            | 6                                    |                                          | 24             |
| Senegal      |          | 1             | 1           |              | 2                                    |                                          | 2              |
| eSwatini     |          |               | 5           |              | 5                                    |                                          | 24             |
| Madagascar   |          |               | 1           | 3            | 4                                    |                                          | 14             |
| Comore       |          |               | 1           | 1            | 2                                    |                                          | 8              |
| Tanzania     |          |               | 1           | 1            | 2                                    |                                          | 4              |
| RD del Congo |          |               |             | 1            | 1                                    |                                          | 1              |

## Partecipazioni
Legenda:
- x: Squadra ritirata
- •: Non partecipante
- G: Fase a gironi
- QF: Quarti di finale

| Squadra          | 1997 | 1998 | 1999 | 2000 | 2001 | 2002 | 2003 | 2004 | 2005 | 2006 | 2007 | 2008 | 2009 | 2013 | 2015 | 2016 | 2017 | 2018 | 2019 | 2021 | 2022 | 2023 | 2024 | 2025 | Totale |
| ---------------- | ---- | ---- | ---- | ---- | ---- | ---- | ---- | ---- | ---- | ---- | ---- | ---- | ---- | ---- | ---- | ---- | ---- | ---- | ---- | ---- | ---- | ---- | ---- | ---- | ------ |
| Angola           | •    | 3°   | 1º   | 3°   | 1º   | QF   | 1° T | 1º   | 3°   | 2°   | G    | QF   | QF   | QF   | •    | G    | G    | G    | x    | •    | G    | G    | 1º   | 1º   | 21     |
| Botswana         | 1° T | 1° T | 2° T | 1° T | 1° T | 1° T | QF   | QF   | G    | 3°   | 3°   | QF   | QF   | G    | 4°   | 2°   | QF   | QF   | 2°   | G    | QF   | G    | G    | G    | 22     |
| Comore           | •    | •    | •    | •    | •    | •    | •    | •    | •    | •    | •    | G    | G    | •    | •    | •    | •    | G    | QF   | •    | G    | G    | 4°   | 3°   | 8      |
| eSwatini         | 1° T | 1° T | 3°   | QF   | QF   | 3°   | 3°   | QF   | G    | G    | G    | G    | G    | G    | G    | 3°   | QF   | QF   | G    | 3°   | QF   | G    | G    | G    | 24     |
| Lesotho          | 1° T | 1° T | QF   | 2°   | QF   | 1° T | 1° T | 1° T | G    | G    | G    | G    | G    | 4°   | G    | QF   | 4°   | 3°   | 4°   | G    | G    | 2°   | G    | G    | 24     |
| Madagascar       | •    | •    | •    | •    | •    | QF   | QF   | 1° T | G    | G    | G    | 4°   | x    | •    | 3°   | G    | G    | 4°   | •    | •    | QF   | •    | •    | 4°   | 14     |
| Malawi           | 5°   | 1° T | 2° T | QF   | 3°   | 2°   | 2°   | QF   | G    | G    | G    | G    | QF   | QF   | QF   | G    | G    | G    | QF   | G    | G    | 4°   | •    | G    | 23     |
| Mauritius        | •    | •    | •    | 1° T | QF   | 1° T | 1° T | QF   | G    | G    | G    | G    | G    | G    | G    | G    | G    | G    | G    | •    | G    | G    | •    | G    | 19     |
| Mozambico        | 3°   | 5°   | QF   | 1° T | 1° T | QF   | QF   | 3°   | G    | G    | 3°   | 2°   | 3°   | QF   | 2°   | QF   | G    | G    | G    | 4°   | 4°   | G    | 3°   | G    | 24     |
| Namibia          | 2°   | 4°   | 2°   | QF   | 1° T | 1° T | 1° T | 1° T | G    | G    | G    | QF   | QF   | QF   | 1º   | QF   | QF   | QF   | G    | G    | 2°   | G    | 2°   | G    | 24     |
| Seychelles       | •    | •    | •    | •    | •    | •    | •    | •    | G    | G    | G    | G    | G    | G    | G    | G    | G    | G    | G    | •    | G    | G    | G    | •    | 14     |
| Sudafrica        | •    | 1° T | QF   | 3°   | QF   | 1º   | QF   | 1° T | 3°   | G    | 1º   | 1º   | 4°   | 3°   | QF   | 1º   | QF   | QF   | QF   | 1º   | QF   | 3°   | G    | 2°   | 24     |
| Tanzania         | 4°   | •    | •    | •    | •    | •    | •    | •    | •    | •    | •    | •    | •    | •    | G    | •    | 3°   | •    | •    | •    | •    | •    | •    | G    | 4      |
| Zambia           | 1º   | 1º   | 3°   | QF   | 3°   | 3°   | 3°   | 2°   | 2°   | 1º   | 2°   | 3°   | 2°   | 1º   | QF   | QF   | 2°   | 2°   | 1º   | G    | 1º   | 1º   | G    | G    | 24     |
| Zimbabwe         | 1° T | 2°   | QF   | 1º   | 2°   | QF   | 1º   | 3°   | 1º   | 3°   | G    | QF   | 1º   | 2°   | G    | G    | 1º   | 1º   | 3°   | G    | •    | •    | G    | G    | 22     |
| Nazioni invitate |      |      |      |      |      |      |      |      |      |      |      |      |      |      |      |      |      |      |      |      |      |      |      |      |        |
| Kenya            |      |      |      |      |      |      |      |      |      |      |      |      |      | G    |      |      |      |      |      |      |      |      | G    |      | 2      |
| Ghana            |      |      |      |      |      |      |      |      |      |      |      |      |      |      | QF   |      |      |      |      |      |      |      |      |      | 1      |
| RD del Congo     |      |      |      |      |      |      |      |      |      |      |      |      |      |      |      | 4°   |      |      |      |      |      |      |      |      | 1      |
| Uganda           |      |      |      |      |      |      |      |      |      |      |      |      |      |      |      |      |      |      | QF   |      |      |      |      |      | 1      |
| Senegal          |      |      |      |      |      |      |      |      |      |      |      |      |      |      |      |      |      |      |      | 2°   | 3°   |      |      |      | 2      |

## Paesi ospitanti
| Edizioni | Nazione    | Anno/i                                                                 |
| -------- | ---------- | ---------------------------------------------------------------------- |
| 12       | Sudafrica  | 2005, 2007, 2008, 2015, 2017, 2018, 2019, 2021, 2022, 2023, 2024, 2025 |
| 9        | Itinerante | 1997, 1998, 1999, 2000, 2001, 2002, 2003, 2004, 2006                   |
| 1        | Zimbabwe   | 2009                                                                   |
| 1        | Zambia     | 2013                                                                   |
| 1        | Namibia    | 2016                                                                   |

## Esordienti
| Anno | Paese ospitante | Nazionali esordienti                                             |
| 1997 | Itinerante      | Botswana, Lesotho, Malawi, Mozambico, Tanzania, Zambia, Zimbabwe |
| 1998 | Itinerante      | Angola, Sudafrica                                                |
| 1999 | Itinerante      | Nessuna squadra esordiente                                       |
| 2000 | Itinerante      | Mauritius                                                        |
| 2001 | Itinerante      | Nessuna squadra esordiente                                       |
| 2002 | Itinerante      | Madagascar                                                       |
| 2003 | Itinerante      | Nessuna squadra esordiente                                       |
| 2004 | Itinerante      | Nessuna squadra esordiente                                       |
| 2005 | Sudafrica       | Seychelles                                                       |
| 2006 | Zambia          | Nessuna squadra esordiente                                       |
| 2007 | Sudafrica       | Nessuna squadra esordiente                                       |
| 2008 | Sudafrica       | Comore                                                           |
| 2009 | Zimbabwe        | Nessuna squadra esordiente                                       |
| 2013 | Zambia          | Kenya                                                            |
| 2015 | Sudafrica       | Ghana                                                            |
| 2016 | Namibia         | RD del Congo                                                     |
| 2017 | Sudafrica       | Nessuna squadra esordiente                                       |
| 2018 | Sudafrica       | Nessuna squadra esordiente                                       |
| 2019 | Sudafrica       | Uganda                                                           |
| 2021 | Sudafrica       | Senegal                                                          |
| 2022 | Sudafrica       | Nessuna squadra esordiente                                       |
| 2023 | Sudafrica       | Nessuna squadra esordiente                                       |
| 2024 | Sudafrica       | Nessuna squadra esordiente                                       |
| 2025 | Sudafrica       | Nessuna squadra esordiente                                       |

## Classifica dei marcatori
| Anno | Giocatore                                                                | Gol |
| ---- | ------------------------------------------------------------------------ | --- |
| 1997 | Adelino                                                                  | 4   |
| 1998 | Tauya Mrewa Peter Ndlovu Shepherd Muradzikwa Benjamin Nkonjera           | 2   |
| 1999 | Betinho                                                                  | 3   |
| 2000 | Luke Petros Delron Buckley                                               | 2   |
| 2001 | 18 giocatori                                                             | 1   |
| 2002 | Mfanzile Dlamini Rotson Kilambe Teboho Mokoena Siza Dlamini Patrick Mayo | 2   |
| 2003 | Peter Ndlovu Noel Mwandila Russel Mwafulirwa                             | 2   |
| 2004 | Peter Ndlovu                                                             | 3   |
| 2005 | Collins Mbesuma                                                          | 4   |
| 2006 | Akwá                                                                     | 3   |
| 2007 | Paulin Voavy                                                             | 3   |
| 2008 | Philip Zialor                                                            | 4   |
| 2009 | Cuthbert Malajila                                                        | 4   |
| 2013 | Jerome Ramatlhakwane                                                     | 4   |
| 2015 | Sarivahy Vombola                                                         | 4   |
| 2016 | Felix Badenhorst                                                         | 5   |
| 2017 | Ovidy Karuru                                                             | 6   |
| 2018 | Onkabetse Makgantai                                                      | 5   |
| 2019 | Frank Gabadinho Mhango Gerald Phiri Jr. Ashley Nazira                    | 3   |
| 2021 | Sepana Letsoalo                                                          | 4   |
| 2022 | Sabelo Ndzinisa                                                          | 3   |
| 2023 | Tshegofatso Mabasa Albert Kangwanda                                      | 3   |
| 2024 | Depú                                                                     | 5   |
| 2025 | Depú                                                                     | 8   |

## Statistiche
Aggiornato all'edizione 2022
| Nazionale | Nazionale  | Punti | Presenze | G  | V  | N  | P  | GF | GS | DR  | %     |
| --------- | ---------- | ----- | -------- | -- | -- | -- | -- | -- | -- | --- | ----- |
| 1         | Zambia     | 71    | 12       | 37 | 19 | 14 | 4  | 54 | 21 | +33 | 64,0% |
| 2         | Zimbabwe   | 65    | 12       | 31 | 20 | 5  | 6  | 49 | 18 | +31 | 69,9% |
| 3         | Angola     | 52    | 11       | 30 | 14 | 10 | 6  | 34 | 22 | +12 | 57,8% |
| 4         | Sudafrica  | 52    | 11       | 27 | 15 | 7  | 5  | 35 | 15 | +20 | 64,2% |
| 5         | Mozambico  | 38    | 12       | 31 | 10 | 8  | 13 | 35 | 38 | -3  | 40,9% |
| 6         | Namibia    | 36    | 12       | 30 | 8  | 12 | 10 | 39 | 37 | +2  | 40,0% |
| 7         | Malawi     | 35    | 12       | 27 | 9  | 8  | 14 | 30 | 42 | -12 | 43,2% |
| 8         | eSwatini   | 27    | 12       | 21 | 7  | 6  | 9  | 19 | 30 | -11 | 42,9% |
| 9         | Madagascar | 18    | 7        | 16 | 5  | 3  | 8  | 16 | 21 | -5  | 37,5% |
| 10        | Botswana   | 16    | 12       | 19 | 3  | 7  | 10 | 9  | 23 | -14 | 28,1% |
| 11        | Mauritius  | 12    | 9        | 16 | 3  | 3  | 10 | 12 | 30 | -18 | 25,0% |
| 12        | Lesotho    | 11    | 12       | 21 | 2  | 5  | 14 | 10 | 31 | -21 | 17,5% |
| 13        | Seychelles | 5     | 4        | 7  | 1  | 2  | 5  | 9  | 15 | -6  | 23,8% |
| 14        | Tanzania   | 3     | 1        | 4  |    | 3  | 1  | 4  | 7  | -3  | 25,0% |
| 15        | Comore     | 0     | 1        | 3  |    |    | 3  | 0  | 5  | -5  | 0,0%  |